# Martot
Cet article possède des paronymes, voir David Martot et Pierre Martot.
Martot est une commune française située dans le département de l'Eure, en région Normandie.
Les Martotais y habitent.

## Géographie

### Localisation
Martot est située dans la plaine alluviale de la Seine, entre Elbeuf et Val-de-Reuil.

### Hydrographie
La commune est située dans le bassin Seine-Normandie. Elle est drainée par l'Eure, la Seine et le Val Asselin,,.
L'Eure, un canal, chenal et cours d'eau naturel non navigable d'une longueur de 229 km, prend sa source dans la commune de Longny les Villages et se jette  dans la Seine à Saint-Pierre-lès-Elbeuf, après avoir traversé 91 communes. cette rivière étant passée en amont par Criquebeuf-sur-Seine. Le déversoir qui y est construit marque la limite départementale. L'Eure y coule en lieu et place d'un ancien bras du fleuve Seine (l'île aux Moines sépare les deux cours d'eau) remployé lorsqu'il s'est agi d'assurer la navigabilité de la rivière vers la fin des années 1930. Le barrage sur la Seine (dit barrage de Martot) se situant à l'extrémité nord-ouest de la commune est ainsi supprimé.

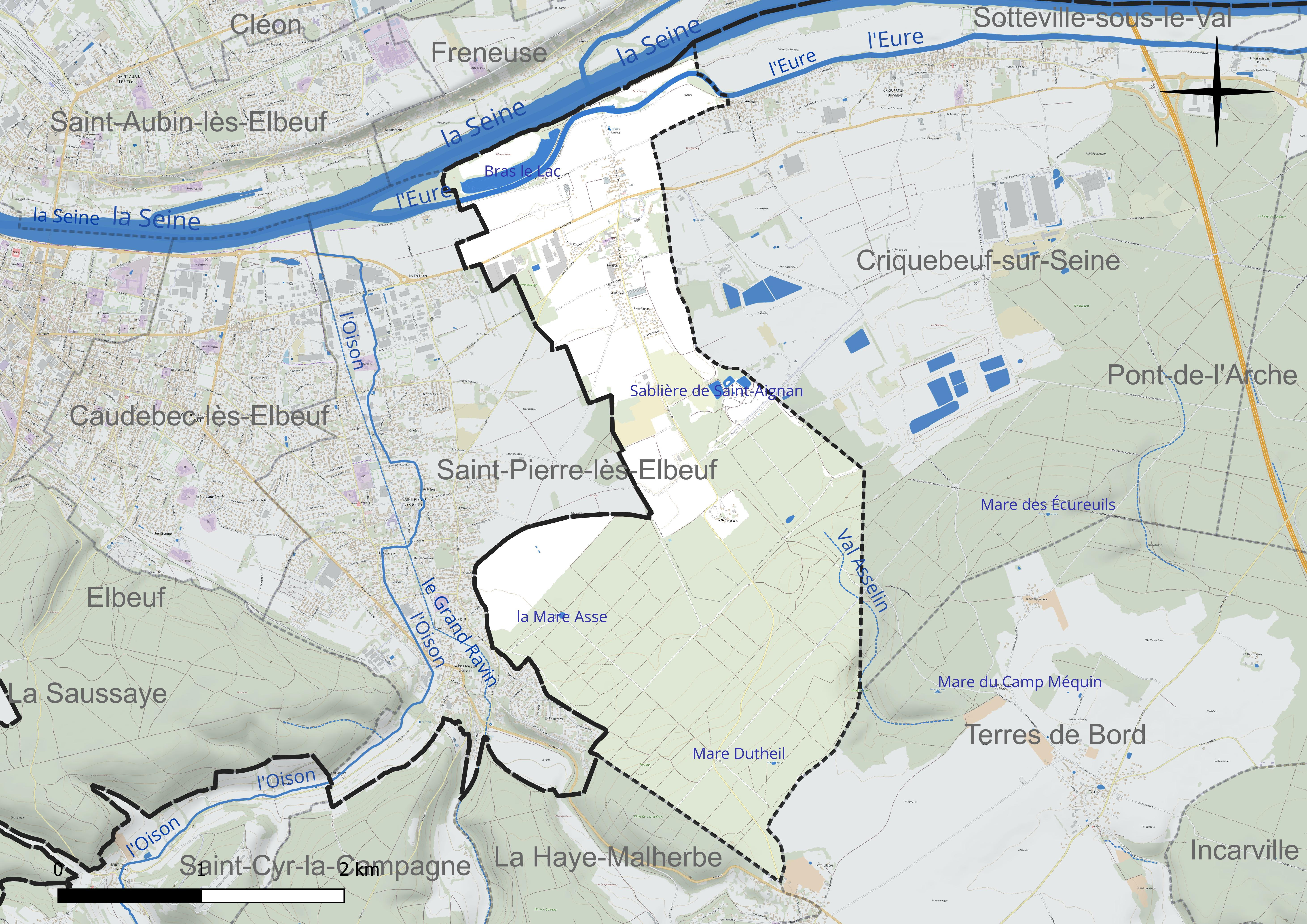
Réseau hydrographique de Martot.

Quatre plans d'eau complètent le réseau hydrographique : Bras le lac (1,9 ha), la mare Asse (0,1 ha), la mare Dutheil (0,1 ha) et la sablière de Saint-Aignan (1,7 ha),.

### Climat
Pour des articles plus généraux, voir Climat de la Normandie et Climat de l'Eure.
En 2010, le climat de la commune est de type climat océanique dégradé des plaines du Centre et du Nord, selon une étude du CNRS s'appuyant sur une série de données couvrant la période 1971-2000. En 2020, Météo-France publie une typologie des climats de la France métropolitaine dans laquelle la commune est exposée à un climat océanique et est dans la région climatique  Côtes de la Manche orientale, caractérisée par un faible ensoleillement (1 550 h/an) ; forte humidité de l’air (plus de 20 h/jour avec humidité relative > 80 % en hiver), vents forts fréquents. Parallèlement le GIEC normand, un groupe régional d’experts sur le climat, différencie quant à lui, dans une étude de 2020, trois grands types de climats pour la région Normandie, nuancés à une échelle plus fine par les facteurs géographiques locaux. La commune est, selon ce zonage, exposée à un « climat des plateaux abrités », correspondant aux plaines agricoles de l’Eure, avec une pluviométrie beaucoup plus faible que dans la plaine de Caen en raison du double effet d’abri provoqué par les collines du Bocage normand et par celles qui s’étendent sur un axe du Pays d'Auge au Perche.
Pour la période 1971-2000, la température annuelle moyenne est de 11,1 °C, avec  une amplitude thermique annuelle de 13,2 °C. Le cumul annuel moyen de précipitations est de 778 mm, avec 12,1 jours de précipitations en janvier et 8,1 jours en juillet. Pour la période 1991-2020, la température moyenne annuelle observée sur la station météorologique la plus proche, située sur la commune de Louviers à 11 km à vol d'oiseau, est de 11,8 °C et le cumul annuel moyen de précipitations est de 719,5 mm,. Pour l'avenir, les paramètres climatiques de la commune estimés pour 2050 selon différents scénarios d’émission de gaz à effet de serre sont consultables sur un site dédié publié par Météo-France en novembre 2022.

## Urbanisme

### Typologie
Au 1er janvier 2024, Martot est catégorisée commune rurale à habitat dispersé, selon la nouvelle grille communale de densité à 7 niveaux définie par l'Insee en 2022.
Elle appartient à l'unité urbaine de Rouen, une agglomération inter-départementale dont elle est une commune de la banlieue,. Par ailleurs la commune fait partie de l'aire d'attraction de Rouen, dont elle est une commune de la couronne,. Cette aire, qui regroupe 317 communes, est catégorisée dans les aires de 200 000 à moins de 700 000 habitants,.

### Occupation des sols
L'occupation des sols de la commune, telle qu'elle ressort de la base de données européenne d’occupation biophysique des sols Corine Land Cover (CLC), est marquée par l'importance des forêts et milieux semi-naturels (52,7 % en 2018), en diminution par rapport à 1990 (55,7 %). La répartition détaillée en 2018 est la suivante : 
forêts (49,7 %), terres arables (25,1 %), prairies (7 %), mines, décharges et chantiers (5,8 %), zones urbanisées (4,2 %), zones agricoles hétérogènes (3,1 %), milieux à végétation arbustive et/ou herbacée (3 %), zones industrielles ou commerciales et réseaux de communication (1,8 %), eaux continentales (0,3 %). L'évolution de l’occupation des sols de la commune et de ses infrastructures peut être observée sur les différentes représentations cartographiques du territoire : la carte de Cassini (XVIIIe siècle), la carte d'état-major (1820-1866) et les cartes ou photos aériennes de l'IGN pour la période actuelle (1950 à aujourd'hui).

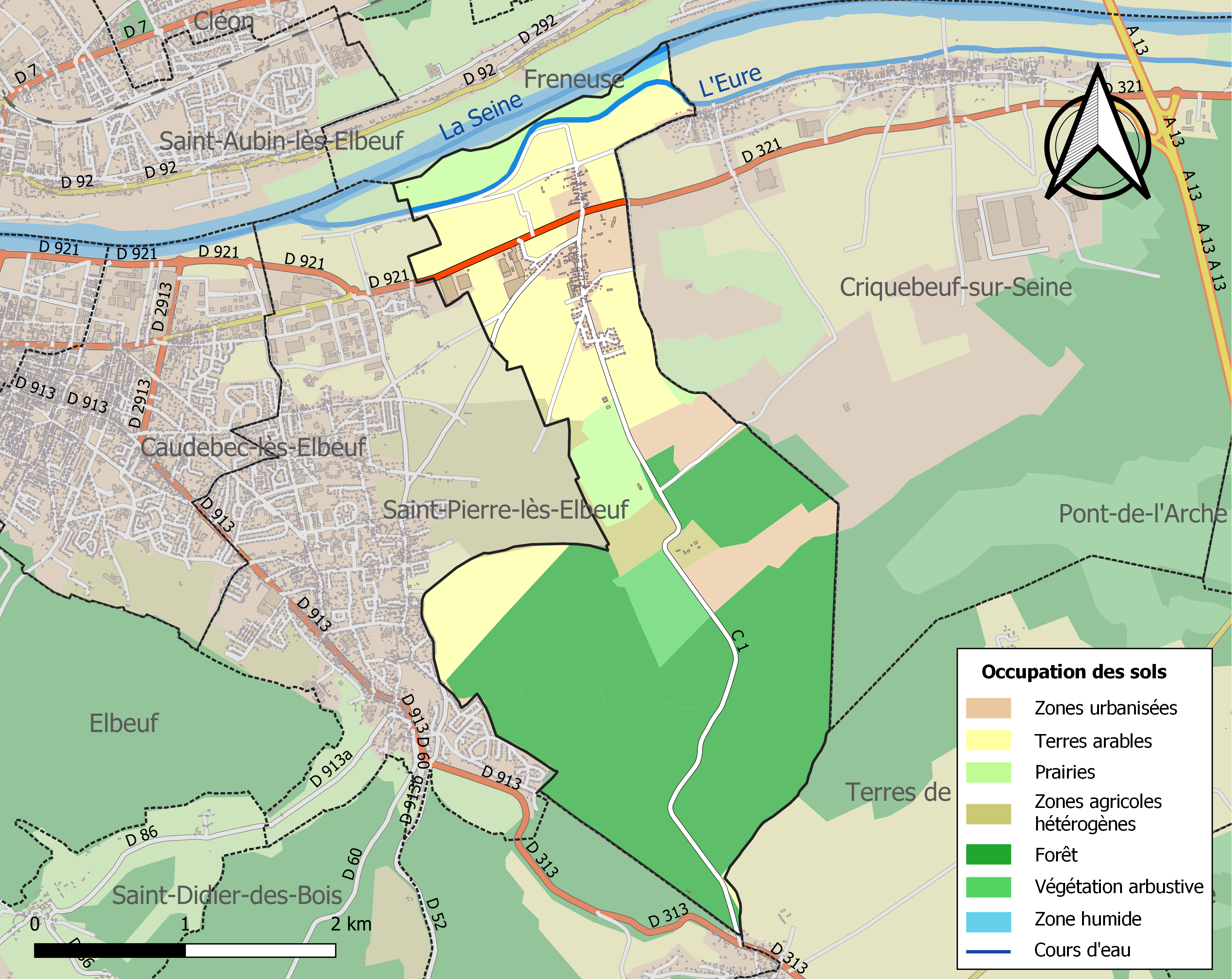
Carte des infrastructures et de l'occupation des sols de la commune en 2018 (CLC).

## Toponymie
Le nom de la localité est attesté sous la forme Marethot vers 1160 (charte de Henri II),, Maretot en 1197, Marretot en 1199 (cartulaire de Bonport).
Il s'agit d'une formation toponymique médiévale de type scandinave en -tot,, élément issu du vieux norrois topt, toft « emplacement pour une habitation, ferme ». Le premier élément Mar- représente l'appellatif toponymique et nom propre mare « mare, étang », terme normand à l'origine passé en français. Il est issu du vieux norrois marr « mer » qui a acquis en Normandie un sens restreint cf. féroien marrur « boue ». Il est normalement placé en seconde position (Roumare, Vandrimare, Prétot-Vicquemare, etc.) mais en position initiale, il est plus rare, on le rencontre par exemple dans Marbeuf (Eure, Marbuet XIe siècle).

## Histoire
On garde le souvenir d'une chapelle Saint-Nicolas, placée entre les XIIIe et XVIIe siècles sous le patronage de l'abbaye du Bec.

## Politique et administration
| Période                                  | Période   | Identité                               | Étiquette | Qualité |
| ---------------------------------------- | --------- | -------------------------------------- | --------- | ------- |
| Les données manquantes sont à compléter. |           |                                        |           |         |
| 1843                                     | 1870      | Pierre Alexandre Grandin de L'Eprevier |           |         |
| Les données manquantes sont à compléter. |           |                                        |           |         |
| avant 1995                               | ?         | Pierre Picard                          |           |         |
| mars 2001                                | mars 2014 | Daniel Laffilée                        | DVD       |         |
| mars 2014                                | En cours  | François Charlier                      | LREM      | Cadre   |
| Les données manquantes sont à compléter. |           |                                        |           |         |

## Population et société

### Démographie
L'évolution du nombre d'habitants est connue à travers les recensements de la population effectués dans la commune depuis 1793. Pour les communes de moins de 10 000 habitants, une enquête de recensement portant sur toute la population est réalisée tous les cinq ans, les populations de référence des années intermédiaires étant quant à elles estimées par interpolation ou extrapolation. Pour la commune, le premier recensement exhaustif entrant dans le cadre du nouveau dispositif a été réalisé en 2005.

En 2022, la commune comptait 458 habitants, en évolution de −21,84 % par rapport à 2016 (Eure : −0,25 %, France hors Mayotte : +2,11 %).
| 1793 | 1800 | 1806 | 1821 | 1831 | 1836 | 1841 | 1846 | 1851 |
| ---- | ---- | ---- | ---- | ---- | ---- | ---- | ---- | ---- |
| 184  | 199  | 189  | 191  | 195  | 219  | 226  | 266  | 260  |

| 1856 | 1861 | 1866 | 1872 | 1876 | 1881 | 1886 | 1891 | 1896 |
| ---- | ---- | ---- | ---- | ---- | ---- | ---- | ---- | ---- |
| 274  | 279  | 309  | 324  | 327  | 304  | 326  | 301  | 291  |

| 1901 | 1906 | 1911 | 1921 | 1926 | 1931 | 1936 | 1946 | 1954 |
| ---- | ---- | ---- | ---- | ---- | ---- | ---- | ---- | ---- |
| 262  | 251  | 225  | 208  | 195  | 219  | 199  | 212  | 222  |

| 1962 | 1968 | 1975 | 1982 | 1990 | 1999 | 2005 | 2006 | 2010 |
| ---- | ---- | ---- | ---- | ---- | ---- | ---- | ---- | ---- |
| 246  | 270  | 294  | 508  | 505  | 435  | 506  | 502  | 559  |

| 2015 | 2020 | 2022 | - | - | - | - | - | - |
| ---- | ---- | ---- | - | - | - | - | - | - |
| 590  | 454  | 458  | - | - | - | - | - | - |

## Économie
Le siège du groupe Sétin  (quincaillerie) se situe à Martot.

## Culture locale et patrimoine

### Lieux et monuments
- Église Saint-Aignan, construite en 1857 par la famille Grandin de L'Eprevier, pour remplacer l'ancienne église paroissiale, devenue chapelle du château[26]. Le diocèse catholique d'Évreux en est l'affectataire par l'intermédiaire de la paroisse Saint-Pierre-des-Deux-Rives qui dessert cette église. Elle est restaurée entre 2011 et 2012 par des bénévoles de l'association Chantiers Histoire et Architecture Médiévales[27].
- Un ancien hôtel particulier de 1734 en lisière de commune[28], qui passa en 1835 à la famille Grandin de L'Eprevier, dont un membre, Pierre Alexandre Grandin de L'Eprevier, fut maire de 1843 à 1870.
- Illustrations en ligne.

### Héraldique
| Blason de Martot | Blason  | Coupé : au 1) d'or à l'aigle de sable, au 2) parti au I de gueules semé de fleurs de lys d'argent et au II d'azur à la fasce ondée d'argent. |
| Blason de Martot | Détails | Le statut officiel du blason reste à déterminer.                                                                                             |